# Cynfarwy
Cynfarwy là một người theo đạo Thiên Chúa vào thế kỷ thứ 7 sau Công nguyên, ngày nay ít thông tin về ông được biết tới.  Ông được tưởng nhớ trong một nhà thờ thời kỳ đầy ở Wales như một vị thánh, dù ông chưa từng được phong thánh.  Nhà thờ Thánh Cynfarwy ở Anglesey là nơi được dành để tưởng nhớ ông, và tên của ông cũng được đặt cho các khu định cư xung quanh nhà thờ, ở Llechgynfarwy (hay còn được biết tới với cái tên "Llechcynfarwy"). Ngày thánh lễ của ông nằm trong tháng 11, tuy nhiên ngày chính xác có sự bất đồng giữa các tư liệu.

## Cuộc đời và tưởng niệm

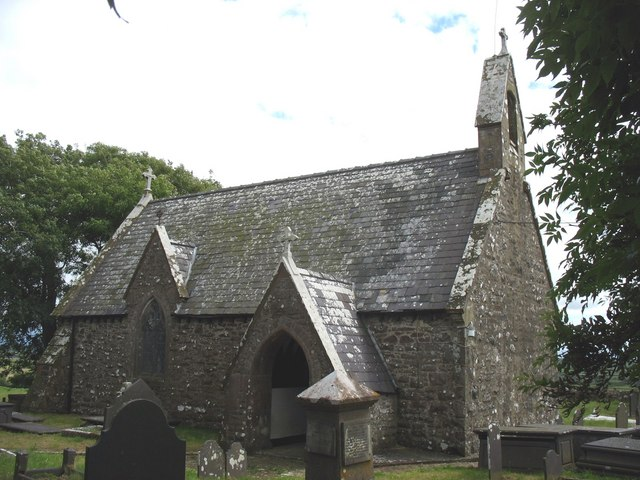
Nhà thờ Thánh Cynfarwy, Llechgynfarwy

Rất ít điều chính xác được biết về Cynfarwy; ngày sinh và ngày mất của ông không được ghi chép trong Bonedd y Saint (một cuốn gia phả toàn thư của xứ Wales hoàn thành vào cuối thế kỷ 18 sử dụng và tổng hợp tư liệu từ các văn kiện cổ). Theo học giả Celtic học thế kỷ 19 Robert Williams, Cynfarwy sống vào khoảng thế kỷ thứ bảy 7 sau Công nguyên. Theo cuốn Bonedd y Saint, ông là con trai của một người không được biết tới ngày nay là "Awy ab Llehenog, Chúa tể của Cornwall".
Cynfarwy được tôn kính như một vị thánh, dù không được phong thánh bởi giáo hoàng: như sử gia Jane Cartwright đã viết, "Ở Wales việc phong thánh được người dân địa phương quyết định và có vẻ như không vị thánh Trung cổ nào người xứ Wales được phong thánh bởi Giáo hội Công giáo Rôma".

## Nhà thờ và ngày thánh lễ
Cynfarwy là thánh bảo hộ của Nhà thờ Thánh Cynfarwy, Llechgynfarwy ở Anglesey, Bắc Wales.  Theo nhà sử học người Wales thế kỷ thứ 19 Angharad Llwyd, ông lập nên nhà thờ đầu tiên vào năm 630. Đa số nhà thờ hiện nay (là nhà thờ được liệt kê trong Di tích lịch sử vật thể cấp II) ở trong vùng thường được xây dựng vào thế kỷ thứ 19, nhưng trong số đó có một vài di tích có nền và mặt tiền được xây dựng từ thế kỷ thứ 12.
Tới thế kỷ thứ 19, có một tẳng đá cao hơn 9 foot (3 m) trong sân nhà thờ, được biết tới là  Maen Llechgynfarwy (maen nghĩa là "đá", llech meaning "phủ đen" và "‑gynfarwy" là là phiên âm của tên vị thánh). Các khu định cư quanh khu vực nhà thờ, cách cảng Holyhead khoảng 10 dặm (16 km), được biết tới với cái tên Llechgynfarwy (hay đôi khi là "Llechcynfarwy").
Ngày thánh lễ truyền thống của thánh Cynfarwy có nhiều mâu thuẫn giữa những nguồn khảo cổ, dù vậy, tất cả đều chỉ ra rằng ngày đó nằm trong tháng 11. Một vài bản thảo và văn kiện cổ viết rằng ngày đó rơi vào ngày mùng 10, số khác nói nó rơi vào ngày 11, trong khi đó thì theo Angharad Llwyd và các lễ hội thì ngày thánh lễ rơi vào ngày mùng 7.